# فابیو مانچینی
فابیو مانچینی (انگلیسی: Fabio Mancini؛ زادهٔ ۱۱ اوت ۱۹۸۷) مدل اهل ایتالیا است.
او یکی از معدود مدلهای ایتالیایی است که در عرصه مدلینگ به یک حرفه بین‌المللی دست یافته‌است. مانچینی همچنین از زمان آغاز فعالیت خود، در اکثر نمایشگاه‌ها و جشنواره‌های تبلیغاتی آرمانی حضور داشته‌است.